# 크무어파
크무어파(Khmuic)는 오스트로아시아어족의 한 어파이다. 라오스 북부를 중심으로 인접한 베트남 북부, 중국 윈난성 남부, 태국에 걸쳐 언어들이 분포하는데, 널리 사용되는 언어는 크무족이 쓰는 크무어뿐이다.
Paul Sidwell (2015)는 크무어파의 원향을 라오스 북부의 우돔사이 주 일대로 추정하였다.

## 언어
- 므라브리어(Mlabri, Mrabri)
- 크냥어(Kniang, Phong)
- 크싱물어(Ksingmul, Xinh Mun, Puoc)
- 크무어(Khmu')
- 쿠엔어(Khuen)
- 어두어(O Du, Ơ Đu)
- 프라이(Prai, Phai)
- 말어(Mal, Thin)
- 텐어(Theen)

비트어(Bit)와 캉어(Kháng)를 크무어파에 포함하는 경우도 있으나 여러 학자는 팔라웅어파나 망어파에 분류한다. 2000년대 중반에 발견된 부망어(Bumang)는 캉어와 가까운 관계로 보인다.

## 같이 보기
- 크무족